# (2304) Slavia
(2304) Slavia (1979 KB; 1962 JM; 1970 GF1; 1980 RF1) ist ein Asteroid des mittleren Hauptgürtels, der am 18. Mai 1972 vom tschechischen (damals: Tschechoslowakei) Astronomen Antonín Mrkos am Kleť-Observatorium auf dem Kleť in der Nähe von Český Krumlov in der Tschechischen Republik (IAU-Code 046) entdeckt wurde.

## Benennung
(2304) Slavia wurde nach dem slawischen Namen Slavia benannt. Dieser Name wird für mehrere bekannte Sportvereine in Prag, der Hauptstadt der Tschechischen Republik, verwendet; zum Beispiel für den Fußballverein Slavia Prag.